# Stanisław Pawliszewski
Stanisław Zenon Pawliszewski (ur. 12 września 1930 w Garwolinie, zm. 8 lipca 2022 w Warszawie) – polski urzędnik państwowy, tłumacz i dyplomata, chargé d’affaires w Ghanie (1964–1968), ambasador w Brazylii (1986–1991).

## Życiorys
Stanisław Pawliszewski pochodził z rodziny chłopskiej. Został wcześnie osierocony przez ojca. Jako najstarszy z rodzeństwa pomagał matce w prowadzeniu gospodarstwa. Maturę zdał w Garwolinie. Ukończył studia w zakresie filologii angielskiej na Uniwersytecie Warszawskim (1955).
W latach 1955–1958 redaktor w Redakcji Amerykańskiej Polskiego Radia dla Zagranicy. Pracował jako tłumacz języka angielskiego w Delegacji Polskiej do Międzynarodowej Komisji Nadzoru i Kontroli w Wietnamie (1958–1960). W 1961 rozpoczął pracę w Ministerstwie Spraw Zagranicznych. Był chargé d’affaires w stopniu I sekretarza w Ghanie (1964–1968), radcą Ambasady w Kairze, radcą-ministrem, Ambasady w Waszyngtonie, w tym w 1978 kierował nią jako chargé d’affaires a.i. W centrali MSZ m.in. wicedyrektor Departamentu III (Amerykańskiego). W latach 1986–1991 ambasador w Brazylii. W 1992 przeszedł na emeryturę.
Należał do Polskiej Zjednoczonej Partii Robotniczej. W latach 1997–2022 był prezesem zarządu Towarzystwa Polsko-Brazylijskiego.
Od 1963 jego żoną była biolożka Maria Pawliszewska z domu Leszek (1940–2020). W 1991 odznaczony Wielkim Krzyżem Orderu Krzyża Południa.
Pochowany na cmentarzu Parafii Przemienienia Pańskiego w Garwolinie.

## Tłumaczenia
- Marc Eden: Szpieg. Stanisław Pawliszewski (tłum.). Warszawa: Varia APD, 1993, s. 326. ISBN 83-85761-22-5.
- Thomas Fleming: Cena lojalności. Stanisław Pawliszewski (tłum.). Warszawa: Philip Wilson, 1995, s. 616. ISBN 83-85840-50-8.
- Peter O’Donnell: Modesty Blaise. Stanisław Pawliszewski (tłum.). Warszawa: Philip Wilson, 1998, s. 246. ISBN 83-87571-85-7.
- Clay Blair: Hitlera wojna U-Bootów. [T. 1], Myśliwi : 1939–1942. Rafał Brzeski, Stanisław Pawliszewski (tłum.). Wyd. 2. Warszawa: Magnum, 1998, 2007, s. 848. ISBN 978-83-89656-27-8.